# Cannabis Act
Il Cannabis Act, nota anche come legge C-45, è una legge per legalizzare l'uso ricreativo della cannabis a livello nazionale in Canada, combinato con il Bill C-46, una legge per modificare il codice penale. La legge è storica e rappresenta una pietra miliare nella storia legale della cannabis in Canada, insieme al divieto del 1923 mettendo fine al proibizionismo e rendendo il paese il secondo al mondo dopo Uruguay a legalizzare la cannabis a uso ricreativo.

## Legislazione e storia

Mappa che mostra quali parlamentari hanno votato a favore o contro la legge in base all'appartenenza al partito.

Mappa che mostra quali parlamentari hanno votato a favore (verde), contro (rosso), si sono astenuti (grigio) o se il seggio era vacante (nero).

La legge è stata approvata dalla Camera dei Comuni del Canada a fine novembre 2017. È stata approvata al Senato del Canada il 7 giugno 2018 e la Camera ha accettato alcuni emendamenti del Senato e ha inviato il disegno di legge al Senato il 18 giugno. Il Senato ha poi approvato la versione finale del disegno di legge il 19 giugno e ha ricevuto il Royal Assent il 21 giugno. La legge sarà effettiva il 17 ottobre 2018, rendendo il Canada il secondo paese al mondo a legalizzare la cannabis a uso ricreativo a livello nazionale dopo l'Uruguay.
Il Partito Liberale del Canada ha proposto la legalizzazione nel 2012 ed è stato un grande pilastro della campagna elettorale per Justin Trudeau che è diventato primo ministro del Canada nel 2015. Poco dopo le elezioni, i membri adibiti alla legalizzazione e regolamentazione della cannabis sono stati convocati per studiare il problema. Essi hanno pubblicato un rapporto il 13 dicembre 2016. I politici canadesi hanno preso in considerazione e come modello di partenza i regolamenti e leggi relativi alla cannabis legalizzata in Colorado, nello Stato di Washington e in Uruguay come modello.

### Legge e sue disposizioni
Il 13 aprile 2017, il disegno di legge C-45, con il titolo abbreviato Cannabis Act, è stato presentato al Parlamento, sponsorizzato da Jody Wilson-Raybould, ministro della Giustizia e procuratore generale del Canada. Ne consentiva l'uso nazionale da parte di individui di età pari o superiore a 18 anni e il possesso di 30 grammi. Le province possono limitare ulteriormente il possesso, la vendita e l'uso. Le vendite legali avvengono presso i punti vendita o tramite posta. Spetta alle province istituire un sistema di vendita al dettaglio. La consegna della posta sarà gestita dal governo federale. Il 14 aprile 2017 si diceva che il disegno di legge avesse una solida maggioranza di sostegno da parte del Partito Liberale al governo e dei partiti Conservatori e Nuovi Democratici all'opposizione.
Produzione personale: gli individui possono coltivare fino a quattro piante per proprio uso. Anche se inizialmente la vendita di prodotti commestibili (prodotti da forno, bevande, ecc.) non sarà consentita, i singoli individui potranno produrli a casa per uso personale.
Promozione e packaging: le aziende possono marchiare i propri prodotti, ma devono evitare tutto ciò che sembrerebbe attrarre direttamente i giovani, come personaggi dei cartoni animati, animali o testimonial di celebrità. Non è inoltre consentita la sponsorizzazione di eventi. Le aziende possono anche utilizzare informazioni fattuali sulle loro confezioni, come i livelli di THC, che aiuterebbero i consumatori a prendere una decisione su quale prodotto acquistare. La promozione è consentita solo nei luoghi in cui i giovani non possono vederla.

### Proiezioni delle entrate
Secondo le proiezioni, nel 2017 le entrate fiscali per il tesoro nazionale sarebbero ammontate a oltre 675 milioni di dollari all'anno.

## Reazioni
Si prevede che la legalizzazione nazionale della cannabis a nord del confine tra Canada e Stati Uniti creerà una pressione competitiva affinché gli Stati Uniti legalizzino a livello federale, per evitare che i consumatori dirottino miliardi di dollari di entrate al di fuori del paese.
Molti sono rimasti delusi dal fatto che la legislazione non contenesse piani per cancellare i precedenti penali delle persone accusate di semplice possesso. Ciò significa che chiunque abbia precedenti per possesso di meno di 30 grammi dovrà comunque presentare istanza di sospensione del record dopo un periodo di attesa di cinque anni. Ciò ha portato alcuni attivisti a credere che la legalizzazione non sia "vera legalizzazione" e non aiuti le persone che provengono da contesti svantaggiati.
Una reazione satirica su The Beaverton, una pubblicazione canadese online, ha affermato che la legalizzazione renderebbe la cannabis "peggiore e più difficile da ottenere" in un paese dove è già abbondante. Canoe.com ha scritto in un editoriale che il disegno di legge è stato scritto in modo affrettato e non è riuscito ad affrontare le preoccupazioni del mercato nero e non ha fissato limiti per i danni legali per gli operatori di veicoli a motore.
Durante le elezioni suppletive del Lac St. Jean (le elezioni suppletive per il 42º Parlamento canadese), il dibattito sulla legalizzazione è stato un problema. Il candidato del Bloc Québécois Marc Maltais ha espresso preoccupazione sulla capacità del disegno di legge di rispettare la giurisdizione provinciale. Il candidato dell’NDP ha ritenuto che la scadenza del 1º luglio fosse troppo breve perché la legalizzazione potesse essere attuata.
Un avvocato ha affermato che la disposizione sull'emissione dei biglietti contenuta nella legge potrebbe probabilmente "violare la Carta canadese dei diritti e delle libertà".

### Implementazione finale
Dopo essere stato approvato dalla Camera dei Comuni, il disegno di legge è stato inviato al Senato. Il 1º giugno 2018, il Senato ha approvato un emendamento alla C-45 che vieta il "brand-stretching" (una strategia di marketing in cui un'azienda che commercializza un prodotto con un'immagine ben sviluppata utilizza lo stesso marchio in una categoria di prodotto diversa) della cannabis. L'emendamento, approvato con voti 34-28, vieta la vendita e l'esposizione di prodotti correlati alla cannabis e rende difficile la promozione pubblica della cannabis una volta legalizzata. Tuttavia, questo emendamento è stato respinto dal governo liberale quando il disegno di legge è stato restituito alla Camera dei Comuni e non appare nella versione finale del C-45 che ha ricevuto la sanzione regia.
Il 19 giugno 2018, il Senato ha approvato il disegno di legge e il primo ministro ha annunciato che la data di legalizzazione effettiva sarebbe stata il 17 ottobre 2018.
Come previsto, l’uso della cannabis per scopi ricreativi è diventato legale in tutto il paese il 17 ottobre 2018, ai sensi del Cannabis Act. Le persone di età pari o superiore a 18 anni possono possedere fino a 30 grammi di sostanza secca o "forma equivalente non essiccata" in pubblico. Agli adulti è inoltre consentito produrre cibi e bevande a base di cannabis "purché non vengano utilizzati solventi organici per creare prodotti concentrati". Ogni famiglia può coltivare fino a quattro piante di cannabis da "sementi o piantine autorizzate". In risposta, l’Assemblea nazionale del Quebec approvò una legislazione che creava un monopolio provinciale sulla vendita di cannabis, oltre a vietare il possesso di piante di cannabis e la loro coltivazione per scopi personali in un’abitazione. L'Assemblea Legislativa del Manitoba ha approvato una legislazione simile. Nell’aprile 2023, la Corte Suprema del Canada ha stabilito nel caso Murray‑Hall v Quebec (Procuratore generale) che tali misure costituivano un valido esercizio della giurisdizione provinciale.
Ogni provincia ha stabilito le proprie procedure per le vendite al dettaglio, che variano a seconda della proprietà dei negozi al dettaglio (governativa o impresa privata), ma tutte le province hanno deciso di offrire un'opzione per le vendite online.
Poiché la cannabis è illegale negli Stati Uniti secondo la legislazione federale, il governo ha avvertito che "il precedente uso di cannabis, o di qualsiasi sostanza proibita dalle leggi federali statunitensi, potrebbe significare che ti verrà negato l'ingresso negli Stati Uniti". I canadesi che viaggiano all'interno del paese (ma non a livello internazionale) possono trasportare fino a 30 grammi di cannabis. La guida sotto l’effetto di stupefacenti è rimasta illegale.

## Effetto
Secondo Deloitte Canada, entro il 2022, l’industria della cannabis in Canada avrebbe contribuito con 43,5 miliardi di dollari al PIL canadese. Ha inoltre creato 98.000 posti di lavoro e pagato oltre 15 miliardi di dollari di tasse.